# عكاظ (قرية)

تعديل مصدري - تعديل

عكاظ هي إحدى قرى مديرية ماوية بمحافظة تعز اليمنية، بلغ تعداد سكانها 363 نسمة حسب التعداد السكاني في اليمن في 2004.